# Pino Corrias
Pino Corrias (Savona, 4 settembre 1955) è un giornalista e scrittore italiano.

## Biografia
Nella sua attività giornalistica si è sempre occupato di politica italiana, costume e spettacolo. 
Nel 1997 idea e conduce con Renato Pezzini l'inchiesta televisiva Mani Pulite - Il duello, in onda su Raidue in prima serata dal 18 giugno per quattro puntate.
Come capostruttura a RAI Fiction, si è occupato di importanti produzioni: La meglio gioventù (2003), diretto da Marco Tullio Giordana; De Gasperi, diretto da Liliana Cavani (2005); La città dei matti (2010). Come sceneggiatore, ha lavorato alle serie TV Ultimo e Distretto di polizia, in onda su Canale 5.
In passato Corrias ha collaborato a numerose testate: inviato speciale a La Stampa fino al 1999, La Repubblica, Vanity Fair. Da anni scrive  su Il Fatto Quotidiano.
Vive e lavora a Roma.

## Opere
- Inverno. Romanzo. Un amore inventato e perduto in una città stretta fra una primavera e l'altra, Roma, Savelli, 1980.
- La grande Milano. Istruzioni per l'uso, a cura di, Milano, Clup, 1985, ISBN 88-7005-679-1.
- I prodotti genuini, Milano, Arnoldo Mondadori Editore, 1986.
- Viaggi acidi, intervista ad Albert Hofmann, Roma, Stampa alternativa, 1992, ISBN 88-7226-084-1.
- Vita agra di un anarchico. Luciano Bianciardi a Milano, Milano, Baldini & Castoldi, 1993, ISBN 88-85988-50-4; Nuova edizione riveduta, Milano, Feltrinelli, 2011, ISBN 978-88-077-2294-3.
- 1994. Colpo grosso, con Massimo Gramellini e Curzio Maltese, Milano, Baldini & Castoldi, 1994, ISBN 88-85987-57-5.
- Vite spezzate. Storie dimenticate di italiani maledetti, Collana Saggi italiani, Milano, Rizzoli, 199.
- Ghiaccio blu. L'assassino sepolto nei computer, Milano, Baldini & Castoldi, 1997, ISBN 88-8089-376-9.
- (con Alessandro Riva e Luca Doninelli), Velasco. Extramoenia, Ediz. italiana e inglese, Charta, 2004, ISBN 978-88-815-8514-4.
- Luoghi comuni. Dal Vajont a Arcore, la geografia che ha cambiato l'Italia, Milano, Rizzoli, 2006, ISBN 88-17-01080-4.
- Vicini da morire. La strage di Erba e il Nord Italia divorato dalla paura, Collana Strade Blu. Non fiction, Milano, A. Mondadori, 2007, ISBN 978-88-045-7300-5.
- Voglio scendere. Agenda 2010, con Peter Gomez e Marco Travaglio, Milano, Chiarelettere, 2009, ISBN 978-88-619-0090-5.
- Gabriele Basilico. Sesto Falck, edizione italiana e inglese, Silvana editoriale, 2011, ISBN 978-88-366-2075-3.
- L'illusionista. Ascesa e caduta di Umberto Bossi, con Renato Pezzini e Marco Travaglio, Collana i protagonisti dell'antipolitica, Milano, Chiarelettere, 2012, ISBN 978-88-619-0367-8.
- Il contabile e le murene, con l'adattamento di Sergio Ferrantino, Milano, Feltrinelli, 2012, ISBN 978-88-077-2384-1.
- La vita avventurosa di Alighiero Boetti, edizione Mondadori, Collana XS, 2013 ISBN 978-88-520-3635-4.
- Dormiremo da vecchi, Chiarelettere, Milano, 2015, ISBN 978-88-619-0791-1; nuova ed., Chiarelettere, 2019, ISBN 978-88-329-6116-4.
- Disordini sentimentali. Nove storie d'amore più una, Collana Strade Blu. Non fiction, Milano, Mondadori, 2016, ISBN 978-88-045-8153-6.
- Nostra incantevole Italia. Da Portella della Ginestra alla villa di Grillo, da Sanremo a Lampedusa, passando per Arcore e Dagospia: i luoghi che hanno cambiato la nostra storia, Collana Reverse, Milano, Chiarelettere, 2018, ISBN 978-88-329-6014-3.
- Fermate il capitano Ultimo!, Collana Reverse, Milano, Chiarelettere, 2019, ISBN 978-88-329-6198-0.
- Le banane della Repubblica. La Repubblica delle banane raccontata in quarantanove ritratti più uno, Roma, PaperFIRST, 2021, ISBN 978-88-314-3137-8.

## Film tratti da sue opere
- Dolceroma, regia di Fabio Resinaro (2019) - tratto da Dormiremo da vecchi